# Serghei Diomidov
Serghei Diomidov (în rusă Сергей Диомидов; n. 9 iulie 1943, Toʻrtkoʻl⁠(d), Republica Sovietică Socialistă Uzbecă, URSS – d. 8 martie 2024) a fost un gimnast artistic ce a reprezentat Uniunea Republicilor Sovietice Socialiste, medaliat olimpic. A participat la 2 ediții ale Jocurilor Olimpice (1964, 1968) în care a câștigat două medalii de argint și o medalie de bronz.